# ويليام طومسون (فيلسوف)
كان ويليام طومسون (1775- 28 مارس من عام 1833) كاتبًا سياسيًا وفيلسوفًا أيرلنديًا ومصلحًا اجتماعيًا، تحول من مناصر للنفعية إلى ناقد مبكر للاستغلال الرأسمالي، إذ أثرت أفكاره على الحركات التعاونية والنقابية والميثاقية، وقد أثرت على أفكار كارل ماركس.
ولد خلال فترة الهيمنة البروتستانتية لملاك الأراضي الأثرياء والتجار الأنجلو إيرلنديين في مجتمع كورك، وأثارت محاولته لتوريث الحركة التعاونية أملاكه بعد وفاته دعوى قضائية طويلة حيث نجحت أسرته في محاربته وإبطال وصيته. اتخذ طومسون قرار ترك ملكيته للحركة التعاونية بعد زيارته لجمعية رالاهين الرائدة، وذلك وفقًا لما أورده إي. تي. كرايغ.
وصفه الماركسي جيمس كونولي بأنه «الاشتراكي الإيرلندي الأول»، وبأنه سبق بأفكاره ماركس الذي استشهد بطومسون في أعماله، بالإضافة إلى تأثيره على أفكار ماركس.

## أفكاره
اقتنع طومسون بالمساواة والديمقراطية بعد أن عاش كطالب شغوف لكتُاب عصر التنوير وأفكارهم، وخاصة كوندورسيه. لقبه مجتمع كورك بـ «الجمهوري الأحمر» بسبب دعمه للثورة الفرنسية، وأبعده دعمه لدعاة التحرر الكاثوليكي في الانتخابات عن بقية أهله وأقاربه من البروتستانت الأثرياء.
أعجب طومسون كثيرًا بالنفعية التي حققها جيرمي بنثام، الذي تواصل معه وأصبح صديقه. أقام طومسون فيما بعد في منزل الفيلسوف الإنجليزي لعدة أشهر بين عامي 1821 و1822 خلال زيارته للندن. قرأ طومسون للعديد من المعاصرين النفعيين الآخرين إلى جانب بنثام وتواصل معهم، كجيمس مل على سبيل المثال، وتأثر -إيجابًا وسلبًا- بكل من ويليام غودوين وتوماس مالتوس. دفعته رغبته في التغلب على قيود «التأويلات الفكرية» لغودوين و«التكهنات الآلية» لمالتوس إلى اقتراح تركيب جديد: العلوم الاجتماعية. كان طومسون أول من أدخل هذا المصطلح الذي يجمع بين اهتمام الاقتصاد السياسي بالفلسفة المادية العلمية واهتمام النفعية بالعقلانية الأخلاقية.

### النسوية
أدرك طومسون أن النمو السكاني غير المقيد قد يشكل تهديدًا بارتفاع الفقر -خاصةً في أيرلندا- على الرغم من رفضه للآثار السياسية والاقتصادية لمقال مالتوس حول التعداد السكاني. وهكذا، روج طومسون لفوائد تحديد النسل على غرار بنثام وفرانسيس بليس. تأثر طومسون خلال تطويره لنقد الوضع المعاصر للمرأة بشكل كبير بصداقته الوثيقة طويلة الأجل مع آنا ويلر. التقى طومسون بويلر أثناء إقامته مع بنثام وانتقلا معًا في الأوساط النفعية التي ضمت جيمس مل. كان نشر كتاب مل «حول الحكومة» الذي دعا إلى السماح للرجال فقط بالتصويت، هو ما أثار معارضة كل من طومسون وويلر الشديدة، إذ حاولا تفنيده من خلال نشرهما لكتاب مناشدة نصف الجنس البشري –النساء-ضد ادعاءات النصف الآخر –الرجال- المنطوية على منعهن من المشاركة في الحياة السياسية، ومن ثم استعبادهن منزليًا ومدنيًا.

### النباتية
أصبح طومسون غير مدخن وممتنعًا عن الكحوليات ونباتيًّا طوال الـسبعة عشر عامًا الأخيرة من حياته. وأوضح أن هذه العادات الزاهدة قد ساعدته على التركيز على قراءاته وكتاباته.
تناول طومسون الخبز والمربى على الفطور واقتصر غَذاؤه على البطاطس واللفت. لم يتناول طومسون الزبدة أو البيض قط، ولكنه كان مولعًا بالعسل. أُنتج العسل بوفرة في مزرعته وزود طومسون عماله بمشروبه المفضل، الشاي بالعسل.

### تأثيره على كارل ماركس والماركسيين
قال ثورستين فيبلين إن ماركس امتلك «ديونًا كبيرةً... غير معترف بها» لطومسون. نوه هارولد لاسكي أن طومسون هو من «وضع أسس» الماركسية. قدر جيمس كونولي طومسون بشدة، قائلاً إنه قد كان «مفكرًا أصيلًا، ورائدًا في الفكر الاشتراكي، ومتفوقًا على جميع الاشتراكيين الطوباويين في القارة» ممن «امتلكوا إخلاصًا شديدًا للحقيقة». اعتقد هربرت فوكسويل أن طومسون قد كان «أول كاتب يطرح مسألة التوزيع العادل للثروة بأقصى درجاته منذ أن وُجدت هذه المسألة في الاقتصاد السياسي الإنجليزي. اعتمد الاقتصاد السياسي حتى ذلك الوقت على التجارة بدلًا من الصناعة».